# A561 Gunnar Seidenfaden
A561 Gunnar Seidenfaden er et miljøskib i Søværnet. Gunnar Seidenfaden er det andet af de to miljøskibe i Supply-klassen og er opkaldt efter den danske botaniker og ambassadør Gunnar Seidenfaden. Organisatorisk hører Gunnar Seidenfaden under division 17 (2. miljødivision) i 1. eskadre. 
Før 1996 hørte skibet under Miljøministeriet, men blev den 1. januar 1996 overført til Søværnet. Skibet er desuden malet i orangerøde og cremede farver for at tilkendegive deres civile formål.